# Erika Zafirova
Erika Rosenova Zafirova (in bulgaro Ерика Росенова Зафирова?; Kjustendil, 7 maggio 1999) è una ginnasta bulgara.

## Carriera

### Junior
Nel 2013 partecipa al Grand Prix di Brno, dove vince tre argenti. Prende parte anche alle junior World Cup di Lisbona e Minsk.
Nel 2014 partecipa ai Campionati europei juniores di ginnastica ritmica con Boryana Kaleyn e Katerina Marinova, e arriva quarta nella gara a team.

### Senior
Nel 2015 partecipa alla World Cup di Sofia.
Nel 2016 arriva ottava al Torneo Internazionale di Mosca e sesta al Torneo Internazionale di Corbeil-Essonnes.
Nel 2017 arriva decima al Grand Prix di Thiais e quinta al Torneo Internazionale di Corbeil-Essonnes, dietro a Julia Evchik. Prende parte alla sua prima World Cup, la World Challenge Cup di Portimao, dove arriva sesta nell'all-around e alla palla, quinta al cerchio e seconda al nastro. Alla World Challenge Cup di Berlino arriva settima.
Nel 2018 parftecipa al Grand Prix di Mosca, vincendo il bronzo all-around. Partecipa al Baltic Hoop di Riga e al Torneo Internazionale di Corbeil-Essonnes.
Nel 2019 entra nella squadra nazionale, con la quale vince tre medaglie ai II Giochi Europei di Minsk.

## Palmarès

### Campionati mondiali
| Anno | Città | Risultato | Specialità |
| ---- | ----- | --------- | ---------- |
| 2019 | Baku  | Argento   | 5 palle    |
| 2019 | Baku  | Bronzo    | All-Around |

### Giochi europei
| Anno | Città | Risultato | Specialità          |
| ---- | ----- | --------- | ------------------- |
| 2019 | Minsk | Argento   | All-Around          |
| 2019 | Minsk | Argento   | 5 palle             |
| 2019 | Minsk | Bronzo    | 3 cerchi 4 clavette |

### Coppa del mondo
| Anno | Città       | Risultato | Specialità          |
| ---- | ----------- | --------- | ------------------- |
| 2017 | Portimao    | Bronzo    | Nastro              |
| 2019 | Pesaro      | Argento   | All-Around          |
| 2019 | Pesaro      | Oro       | 3 cerchi 4 clavette |
| 2019 | Sofia       | Oro       | All-Around          |
| 2019 | Sofia       | Argento   | 3 cerchi 4 clavette |
| 2019 | Baku        | Bronzo    | All-Around          |
| 2019 | Baku        | Oro       | 3 cerchi 4 clavette |
| 2019 | Guadalajara | Argento   | All-Around          |
| 2019 | Guadalajara | Bronzo    | 5 palle             |
| 2019 | Guadalajara | Oro       | 3 cerchi 4 clavette |